# عدد ممركز مربعي

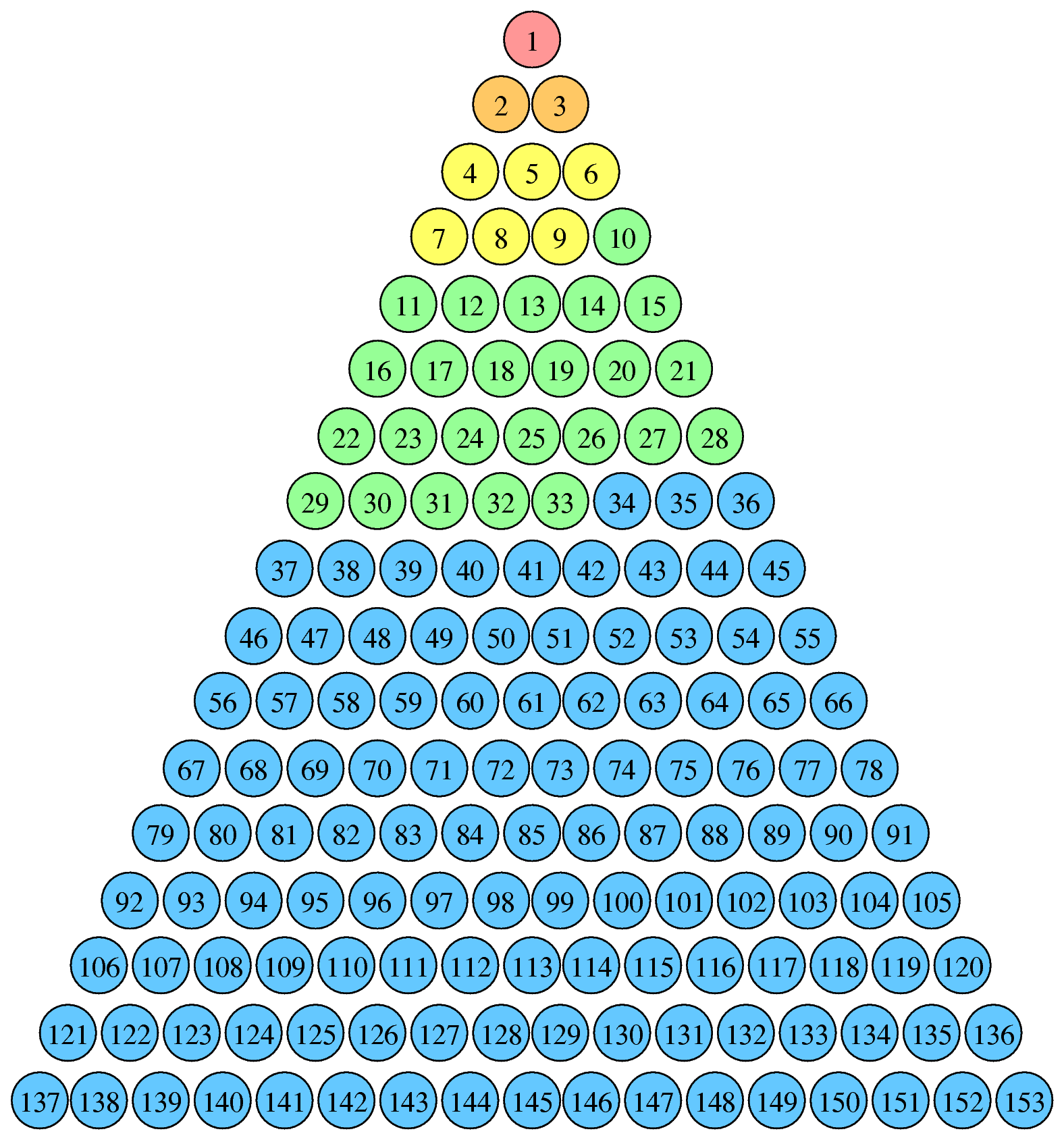
يقع العدد ممركز مضلع في وسط الرقم الثلاثية

العدد الممركز المربع هو عدد ممركز مضلع يعطي شكل مربع، بحيث يكون له نقطة مركزية والنقاط الأخرى تتوزع حولها على طبقات لكل طبقة منها شكل مربع. يعطى شكل الأعداد الأربعة الأولى كالتالي:
|                           |  |                           |  |                            |  |                            |
| {\displaystyle C_{4,1}=1} |  | {\displaystyle C_{4,2}=5} |  | {\displaystyle C_{4,3}=13} |  | {\displaystyle C_{4,4}=25} |

- يعطى العدد الممركز المربعي من أجل العدد n بالعلاقة:

{\displaystyle C_{4,n}=n^{2}+(n-1)^{2}.\,}
- تعطى الأعداد الأولى من سلسلة الأعداد الممركزة المربع كالتالي:

1 - 5 - 13 - 25 - 41 - 61 - 85 - 113 - 145 - 181 - 221 - 265 - 313 - 365 - 421 - 481 - 545 - 613 - 685 - 761 - 841 - 925 - 1013 - 1105 - 1201 -...
- جميع الأعداد الممركزة المربعة هي أعداد فردية.